# دلسوزی برای شاه‌میگو
دلسوزی برای شاه‌میگو (ایتالیایی: Le ragioni dell'aragosta) یک مستندنمای کمدی ایتالیایی به کارگردانی سابینا گوتسانتی است که در سال ۲۰۰۷ منتشر شد.
از بازیگران آن می‌توان به چینتسیا لئونه، آنتونلا فاساری و سابینا گوتسانتی اشاره کرد.